# Agnieszka Falasa
Agnieszka Falasa (ur. 16 lutego 1979) – polska wieloboistka, osiągająca także sukcesy w skoku wzwyż, mistrzyni Polski, reprezentantka Polski.

## Kariera sportowa
Była zawodniczką AZS-AWF Katowice i Pogoni Ruda Śląska.
Na mistrzostwach Polski seniorek na otwartym stadionie zdobyła dwa medale: złoty w skoku wzwyż w 2002 i srebrny w siedmioboju również w 2002. W halowych mistrzostwach Polski seniorek trzy medale: srebrny w skoku wzwyż w 2003, dwa brązowe w pięcioboju w 2002 i 2003.
Reprezentowała Polskę w Pucharze Europy w wielobojach: zajmując w 2002 17. miejsce z wynikiem 5708.
Rekordy życiowe:
- skok wzwyż: 1,82 (18.05.2002)[5]
- siedmiobój: 5818 (9.06.2002)[6]